# 陳慧坤 (畫家)
陳慧坤（1907年6月25日—2011年2月11日），字上苑，台灣畫家、教育家，台灣臺中龍井人，為陳清文、蔡恐夫婦的次子。長年擔任國立台灣師範大學美術系教授。

## 簡歷
陳慧坤自幼受其父常臨摹芥子園自娛影響，雅好繪畫，雖早失怙恃、二度喪偶，但坎坷的遭遇更堅定其追求美術的心志。第三任妻子陳莊金枝為音樂教師，育有二女一子，長女陳曉冏是美術系教授，次女陳郁秀為知名鋼琴家（曾任文化建設委員會主委），長子陳繼平服務機械、金融業。
1927年自台中一中畢業後即負笈東瀛，1928年以素描最高分考取東京美術學校（今東京藝術大學）師範科正取及油畫科備取，在校期間石膏素描、人體素描、油畫師承田邊先生，日本畫由平田松堂授課，雕刻課由水谷鐵也先生授課。
1931年，陳慧坤返台後先後任教於台中商業學校(今國立台中技術學院)、台中第二高等女學校（今台中二中）、台中第一女中（今台中女中）及臺灣師範學院(今國立臺灣師範大學)，1977年退休，四十餘年間作育英才無數。畢生從事美術教育及創作，自1920年起，其作品即連續參加台展、全省美展，且歷任省展、教員展、學生展之籌備委員、評審委員、評議委員。
1950年代，陳慧坤曾二次赴日考察美術教育。1960年利用一年休假赴法進修，參觀美術館並至西班牙、義大利、比利時、荷蘭、德國等國旅行寫生。1969年以後，每隔一年即利用暑假赴歐，一方面進修考察參觀美術館，一方面旅行寫生，前後共計七次，並舉行十次歐遊畫展。1973年暑假赴歐至義、比、荷、法、日考察及旅行寫生。1977年自國立臺灣師範大學退休後亦曾至美國、日本、中國等地遊覽作畫。

## 荣誉

### 勋章
- 二等景星勋章（2000年5月2日批准[1]，2000年5月3日于台北总统府颁授[2]）

### 奖项
- 1946年，全省第一屆美術展覽會，獲學產獎，展出國畫「賞畫」。
- 1947年，全省第二屆美術展覽會，獲主席獎，展出「台灣土俗室」。
- 1976年，教育部頒發「優良教師選樣」，服務四十年。
- 1989年，獲第一屆台中縣十大資深傑出藝術家金穗獎。
- 1997年12月29日，行政院頒發行政院文化獎。
- 1999年4月26日，行政院文化建設委員會頒發文馨獎。
- 1999年12月29日，獲台北市政府榮譽市民獎。
- 2002年5月5日，獲中國文藝協會榮譽文藝獎。
- 2003年10月8日，獲國家文化藝術基金會第七屆國家文藝獎。

## 外部連結
1. ↑  . 總統府公報 (總統府). 2000-05-05, 第6338號: 5页  [2021-09-09]. （原始内容存档于2021-09-09）.
2. ↑  . 中华民国总统府. 2000-05-03  [2021-08-23]. （原始内容存档于2021-11-10）.

- 文建會《台灣網路美術館》 （页面存档备份，存于）